# Valley Falls (Karolina Południowa)
Valley Falls – jednostka osadnicza w Stanach Zjednoczonych, w stanie Karolina Południowa, w hrabstwie Spartanburg.